# Sennacieca Asocio Tutmonda
De Sennacieca Asocio Tutmonda (SAT) (Nederlands: Wereldwijde Natieloze Vereniging) is een in 1921 opgerichte organisatie die tot doel heeft het Esperanto te gebruiken voor de cultureel-politieke doeleinden van de arbeidersklasse.

## SAT in Nederland
Ondanks het feit dat de SAT slechts individuele leden kent, kent het wel samenwerkingsverbanden met andere Esperanto-organisaties. Een voorbeeld hiervan was de historische Nederlandse arbeidersesperantistenvereniging, de in 1911 opgerichte Federacio de Laboristaj Esperantistoj (FLE), welke tussen 1929 tot 1994 met de SAT samenwerkte. In 1994 fuseerde de FLE met andere verzuilde esperantistenverenigingen tot Esperanto Nederland, hetwelk de relatie met de SAT heeft gehouden. De oprichter Eugène Adam, beter bekend als Eŭgeno Lanti (naar het Frans: l'anti), was fel gekant tegen allerlei vormen van nationalisme.

## Congressen
De SAT congresseert jaarlijks. Inmiddels zijn er meer dan negentig congressen georganiseerd, waaronder zeven in Nederland (Amsterdam 1931, Rotterdam 1937, Amsterdam 1948, Rotterdam 1957, Utrecht 1968 en Den Haag 1975, Amersfoort 1985).
Erepresidenten waren onder andere de esperantisten Henri Barbusse, Romain Rolland, Albert Einstein, Gerrit Mannoury en Willem Drees.

## Uitgaven
SAT beweert geen organisatie te zijn die het Esperanto verspreidt, maar een die de taal gebruikt als internationale werktaal. Ze geven de tijdschriften Sennaciulo en Sennacieca Revuo uit.
De vereniging is onder andere bekend als uitgever van Plena Ilustrita Vortaro de Esperanto (Volledig Verklarend Esperanto-woordenboek).

## Referentielijst
1. ↑  (de) Sennacieca Asocio Tutmonda, Jarlibro de SAT 1927. anno.onb.ac.at (1927). Geraadpleegd op 2 juni 2018.
2. ↑  E. Lanti, Bevrijding: Orgaan van de Bond van Religieuse Anarcho-Communisten (5 december 1929). Geraadpleegd op 15 september 2019.
3. ↑  Interview met Jakvo Schram
4. ↑  G. P. de Bruin, Jac. van Wijngaarden (1936). Jubileumboek 1911-1936. Federatie van Arbeiders-Esperantisten in het Gebied van de Nederlandse Taal, pp. 19-20.
5. ↑  Esperanto Nederland, Statuten. Geraadpleegd op 2 juni 2018.
6. ↑  (eo)  G. P. de Bruin (1936). Gvidilo tra la Esperanto-Movado. SAT/FLE, pp. 49.